# بازآرایی فریه
بازآرایی فریه (به انگلیسی: Ferrier rearrangement) یک واکنش آلی متشکل از یک واکنش جانشینی هسته‌دوستی است که همراه با یک بازآرایی آلیلی در یک گلیکال (یک ترکیب ۳٬۲-گلیکوزید اشباع نشده) رخ می‌دهد. این واکنش توسط شیمی‌دان نیوزلندی رابرت جی. فریه کشف شد.

## مثال‌ها
| اسید لوئیس     | الکل         | شرایط                                        | نتایج                       |
| -------------- | ------------ | -------------------------------------------- | --------------------------- |
| InCl3          | متانول       | در دی کلرومتان                               | α: β = 7: 1                 |
| دی‌اکسان        | اب           | گرم کردن                                     | ۷۵٪ عملکرد                  |
| SnCl4          | متانول       | در دی کلرومتان، –۷۸ درجه سانتیگراد، ۱۰ حداقل | ۸۳٪ عملکرد، α: β = 86:14    |
| BF3 · O(C2H5)2 | ایزوپروپانول | در دی کلرومتان، RT، ۲۴ ساعت                  | ۹۵٪ عملکرد                  |
| ZnCl2          | اتانول       | در تولوئن، RT، ۳۰–۶۰ حداقل                   | ۶۵–۹۵٪ عملکرد، α: β = 89:11 |
| BF3 · O(C2H5)2 | بنزیل الکل   | در دی کلرومتان، –۲۰ ° C تا RT، ۱ ساعت        | ۹۸٪ عملکرد                  |